# فاسیا لاتا
نیام پهن یا فاسیا لاتا (به لاتین: Fascia lata) همان نیام عمقی ران است. این فاسیا در خارج ران از استخوان لگن تا مفصل زانو ضخیم شده و به آن نوار تهیگاهی‌درشت‌نئی (ایلیوتیبیال) می‌گویند که ماهیچه کِشنده نیام پهن (عضله تنسور فاسیا لاتا) بین دو لایه این نوار در قسمت بالا قرار می‌گیرد.
نیام‌ها یا فاسیاها گروهی از بافت‌های فیبرمانند هستند که توانایی مقاومت دربرابر کشش را دارا می‌باشند. نیام پهن در بخش‌های گوناگون ران ضخامت متفاوتی دارد و در قسمت بالاتر و بیرونی‌تر ضخیم‌تر است و الیافی از ماهیچه سرینی بزرگ را دریافت می‌کند.

## نگارخانه

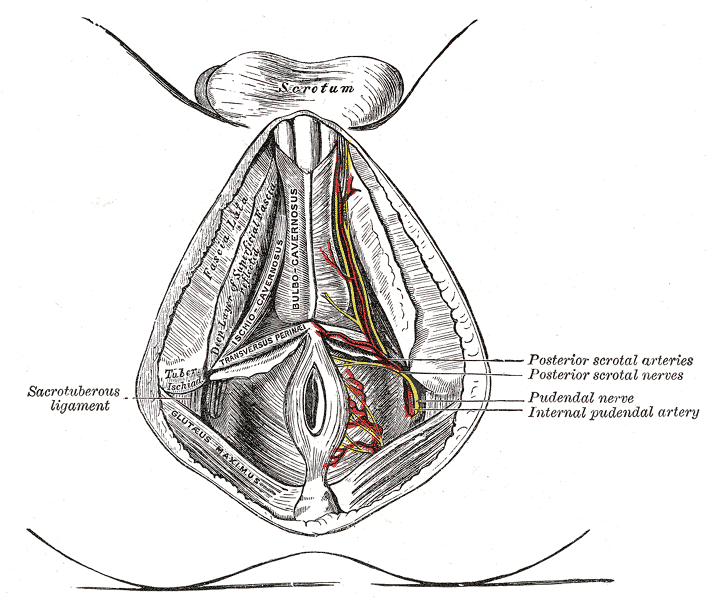
The superficial branches of the internal pudendal artery.
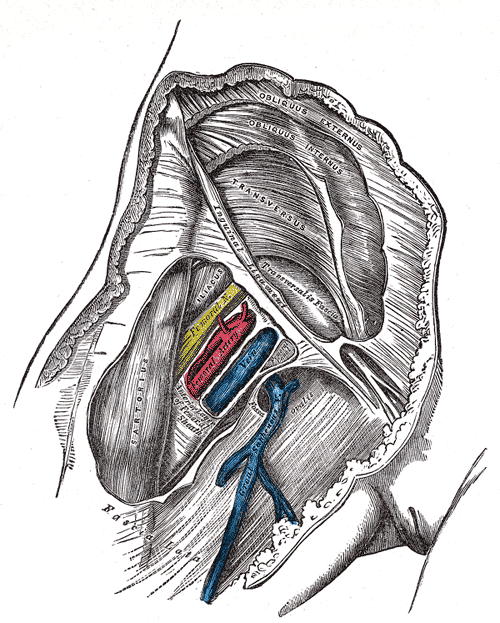
Femoral sheath laid open to show its three compartments.